# Kilmorack
Kilmorack (Schots-Gaelisch: Cill Mhòraig) is een dorp in de buurt van Beauly en ongeveer 24 kilometer ten westen van Inverness in de Schotse lieutenancy Ross and Cromarty in het raadsgebied Highland.